# The Girl and the Outlaw
The Girl and the Outlaw è un cortometraggio muto del 1908, oggi perduto, diretto da David W. Griffith.

## Produzione
Prodotto dall'American Mutoscope & Biograph, il film fu girato nel New Jersey, a Coytesville e a Fort Lee.

## Distribuzione
Il copyright del film, richiesto dall'American Mutoscope and Biograph Co., fu registrato il 29 agosto 1908 con il numero H115212. Il film - un cortometraggio in una bobina - uscì nelle sale l'8 settembre 1908.
Non si conoscono copie ancora esistenti della pellicola che viene considerata presumibilmente perduta
.